# うお座II
うお座II(Pisces II)は、うお座の方角に18万パーセク離れた位置にある矮小楕円体銀河である。2010年にスローン・デジタル・スカイサーベイのデータから発見された。光度が半分になる半径は約60パーセクで、軸比は約5:3である。
うお座IIは、銀河系の伴銀河で最も小さく暗いものの1つであり、光度は太陽光度の約1万倍（絶対等級は約-5）で、平均的な球状星団の光度に匹敵する。うお座IIの恒星には、100億歳から120億歳の中程度に古いものが多い。これらの恒星の金属量は、−2.3 < [Fe/H] < −1.7と低く、重元素の量が少なくとも太陽の80分の1以下であることを示している。